# 卢德米拉·契琳娜
卢德米拉·契琳娜（Ludmila Tcherina，1924年10月10日—2004年3月21日），有切爾克斯人血统的法国芭蕾舞者暨演员，被吁为是当代世界顶尖的芭蕾舞星之一。